# Münchner Interessengemeinschaft zur Wahrung der Bürgerrechte
Die Münchner Interessengemeinschaft zur Wahrung der Bürgerrechte war eine Menschenrechtsorganisation, die während der Schwabinger Krawalle im Juni 1962 entstand und am 20. Juli 1966 ihre Auflösung beschloss.
Zu ihren Gründungsmitgliedern gehörten: (lt. Selbstdarstellung der Organisation vom 16. Juli 1962)
- Klaus Budzinski
- Till Burger
- Fritzheinrich Curschmann, Arbeitsgerichtsrat
- Michael Ende
- Deters Grenz, Arzt
- Gert Hornung, Rechtsanwalt
- Otto Reichsgraf v. La Rose-Isareck Graf Otto la Rosée (* 1892)
- Karsten Peters (* 1935; † 1985), Redakteur[1]
- Oskar Piloty, Grafiker
- Georg Alexander Roemmich
- Arthur Schäfer, Arzt
- Horst Schieckel, Landessozialgerichtspräsident
- Herbert Seggelke, (* 13. Juni 1905 in Hannover; † 10. Juli 1990 in  Düsseldorf) Kulturfilmhersteller[2]
- Benno Sterzenbach
- Bernhard Wicki
- Franz Peter Wirth